# Поллен, Дэниел
Дэниел Поллен (англ. Daniel Pollen; 2 июня 1813 — 18 мая 1896) — 9-й премьер-министр Новой Зеландии (1875—1876).

## Ранние годы
Поллен родился в Рингсенде, Дублин в семье Хью Поллена и Элизабет ни О’Нейл. По-видимому, он вырос в Ирландии и США, где его отец участвовал в строительстве Капитолия.
Известно, что он получил степень доктора медицины, но неясно в каком учебном заведении. В конце 1830-х годов он отправился в Новый Южный Уэльс, Австралия, а в январе 1840 года переехал в Северный Окленд, Новая Зеландия. Он был свидетелем подготовки договора Вайтанги.
18 мая 1846 года он женился на Джейн Хендерсон, дочери офицера британского королевского ВМФ (лейтенанта Эссекса из Демарары). В 1847 году он стал врачом шотландской горнорудной компании и вместе с ней переехал на остров Кавау.

## Политическая карьера
Поллен провёл на Кавау несколько лет и в это время он стал публиковать статьи, в которых призывал новозеландцев к созданию ответственного правительства. Он также выступал за трезвость, развитие науки и библиотечного дела в Новой Зеландии.

### Провинция Окленд
Когда Конституционный закон Новой Зеландии 1852 года вступил в силу, Поллен стал управляющим офиса суперинтенданта (председателя законодательного совета) провинции Окленд. С этого момента он поднимался по служебной лестнице. Спустя два года он занял руководящие должности, в 1856 году он был избран в совет провинции Окленд, в 1858 году он был назначен комиссаром коронных земель Окленда, в 1861 году он стал депутатом законодательного совета. В 1862 году он подал в отставку с поста комиссара коронных земель Окленда и стал заместителем суперинтенданта Окленда, занимая этот пост до завершения своего второго срока.
В 1867 году он покинул законодательный совет и стал агентом британского правительства в Окленде. В июне 1868 года он вернулся в законодательный совет в качестве представителя правительства Стаффорда.
В 1870 году Поллен занял четыре поста: сборщик земельных доходов, комиссар конфискованных земель, комиссар по выполнению закона о землях туземцев (англ. Native Land Act) 1870 года и иммиграционный офицер.

## Премьер-министр Новой Зеландии
В 1873 году правительство Фогеля снова назначило его членом законодательного совета, где он сразу стал колониальным секретарём Новой Зеландии (до 1877 года). В 1875 году он стал главой правительства и занимал этот пост менее года. После отставки с поста премьера он в течение 19 лет до своей смерти был членом законодательного совета.